# Superboy (Kon-El)
'Superboy (também conhecido como Kon-El ou Conner Kent) é um super-herói que aparece nos quadrinhos americanos publicados pela DC Comics. Uma variação moderna do Superboy original, o personagem apareceu pela primeira vez como Superboy em The Adventures of Superman #500 (junho de 1993), e foi criado pelo roteirista Karl Kesel e pelo desenhista Tom Grummett.
Desde a estreia do personagem em 1993 até agosto de 2003, Superboy foi descrito como um clone meta-humano de origem humana geneticamente modificado, projetado pelo Projeto Cadmus como uma duplicata e equivalente do Superman. O personagem foi reconfigurado em Teen Titans (vol. 3) #1 (setembro de 2003) como um clone binário humano/kryptoniano feito a partir do DNA de Superman e Lex Luthor. Desde então, esta se tornou a história de origem mais duradoura do personagem em histórias em quadrinhos posteriores e adaptações para a mídia.
Conner fez sua estreia na adaptação ao vivo na temporada final de Smallville, interpretado por Lucas Grabeel, e apareceu como personagem regular começando na segunda temporada na série Titansdo DC Universe e HBO Max, interpretado por Joshua Orpin.

## Biografia

### Origem
As origens do Superboy começam com o Projeto Cadmus: o Superboy, que é o projeto que originalmente pretendeu recriar o Homem de Aço. Devido à incapacidade de duplicar e estabilizar o DNA Kryptoniano, os clones do Superman acabavam se degenerando depois de um curto período de tempo. Sobre a morte do Superman, o projeto é restabelecido em segredo em conjunto com Laboratórios de Cadmus e Lex Luthor para substituir o herói "morto". Depois de doze tentativas documentadas na clonagem de um Superman, o DNA humano (secretamente aquele de Lex Luthor) é parcialmente usado para estabilizar o DNA Kryptoniano. O resultado é o Superboy, o primeiro clone próspero do Superman.

### O Superboy
Ele apareceu para substituir o Super Homem  após a morte dele, mas nesse período havia outros Superman: Aço, Erradicador e Superman Ciborgue.
Durante o ataque de Superman Ciborgue, Conner tentou enfrentá-lo mas foi brutalmente derrotado. Quando Superman, que acabara de retornar dos mortos, emerge para enfrentar Hank, Superboy e Aço se juntam a ele na batalha.
Após a batalha com Hank, Superboy passou a ter aventuras, em uma delas onde ele se torna o herói do Havaí. Na época em que Kon foi criado recentemente, ele agia como um anti-herói rebelde, agressivo e que desobedecia as ordens do Superman, já que teve um tempo em que ele já o odiava, depois disso, ele começou a respeitá-lo e admirá-lo como um exemplo de inspiração, e depois que foi trabalhando em equipe, ele ficou mais calmo e descobriu o que significa ser um herói. aí ele passa adotar a identidade humana de "Conner Kent", como primo adotivo do Superman
Conner também fez parte da Justiça
Jovem onde ele conheceu seus amigos Robin, Impulso, e sua futura namorada Moça Maravilha. Mais tarde participou dos Novos Titãs.

### Morte
Durante os eventos de Crise Infinita, Superboy-Prime aparece para matar Conner. O motivo era porque ele não aceitava que Conner fosse considerado um herói apesar de ser um clone, enquanto que ele, apesar de ser de uma Terra paralela, era o verdadeiro Superboy e havia sido esquecido. Os dois se enfrentam numa batalha épica pelas ruas de Metrópolis.
A batalha termina com a morte de Conner. Ele é enterrado ao lado das sepulturas de Kal-L e Lois Kent (o Superman e Lois Lane da Terra 2).

### Retorno
Em A Legião de Três Mundos, estrelado pelo Superman e por três versões da Legião dos Super-Heróis de diferentes realidades do Multiverso. O processo utilizado para trazer Kon-El de volta foi similar ao que o Erradicador usou para trazer o Superman de volta em "O Retorno do Super-Homem": ele foi posto numa câmara regenerativa da Fortaleza da Solidão por Ástron (integrante da Legião que estava no século XXI), que seguia um plano de Brainiac 5. O processo de regeneração durou mil anos e Kon-El despertou no século XXXI para ajudar a Legião a derrotar o Superboy Primordial. Ele e o Kid Flash (Bart Allen), também trazido de volta pela Legião, retornaram ao presente.

### A Noite Mais Densa
Conner também se junta na batalha contra os Lanternas Negros.
Ao enfrentar Nekron, ele o transforma em um Lanterna Negro. Sob a influência do anel, Conner enfrenta a Moça-Maravilha e ao mesmo tempo tenta se libertar da influência do anel. Com o anel, Conner consegue desenvolver o Super Sopro Ártico. Com esse poder ele congela o anel e se junta com os outros para a batalha final.

## Poderes
Campo de força telecinético: Ao criar um campo em torno de seu corpo, Conner foi capaz de resistir ou reduzir lesões de ataques não baseados em energia, fazendo com que o objeto fosse desviado de seu campo de força pessoal. Balas e estilhaços sejam facilmente desviados. Esse campo também não repeliu gases ou ataques baseados em energia, embora sua habilidade em desviar ataques de energia tenha melhorado.
Desmontagem telecinética: Conner poderia exercer sua força em um objeto para explodi-lo ou desmontá-Supõe-se que ele poderia reconstituir um objeto, se entendesse como o objeto funcionava em primeiro lugar. Ele também poderia manipular massas sólidas agregadas, como volumes de areia ou poeira, da mesma maneira, fazendo com que as partículas individuais se separassem de maneira explosiva para criar nuvens de partículas ou um ataque violento. As mãos de Superboy brilhavam em azul quando ele fez isso.
Telecinese tátil: Ele tem o poder de  controlar e mover objetos e seres no  com a força da mente. Projetando sua alma e recitando seu mantra, seus poderes telecinéticos se extendem a incomensuráveis limites. Sua telecinesia é tão avançada que também pode afetar a matéria em nível molecular.
Vôo telecinetico: Superboy é capaz de voar em alta velocidade supersônica usando uma ação reflexiva de sua telecinesia, literalmente se arrastando pelo céu. Sua concentração é necessária para manter grandes velocidades. Sua velocidade mais rápida registrada foi vista em Mach 3 nas páginas da Young Justice, e sua maior distância voada sem ajuda foi de aproximadamente 20.000 quilômetros. No entanto, como com sua força, sua velocidade também estava se desenvolvendo naturalmente, Superboy é capaz de atingir velocidades aproximadas de Mach 5 (1,6 km por segundo), mas o limite de sua velocidade atualmente é desconhecido.
Projecão telecinética: Ele também já mostrou a habilidade de projetar ondas telecinéticas que são usadas para danificar objetos e pessoas. Ou para estender o seu campo telecinético a outros.
Poderes Kryptonianos: A medida que sua fisiologia kryptoniana amadurece, Superboy ganha superpotências que não derivam da telecinesia tátil, incluindo visão de calor, visão de raios-x, sentidos sobre-humanos, e resistência sobre-humana. Ele também desenvolveu uma super força ao nível kryptoniano, como mostrado quando ele lutou contra o extremamente poderoso Superboy-Prime e até conseguiu o ferir com alguns de seus golpes. Sendo ele capaz de sustentar grandes quantidades de toneladas com facilidade.

## Em Outras Mídias
Geralmente algumas características de Connor eram inseridas nos desenhos. Mas recentemente ele foi de adapatado para outras mídia.
- No filme animado Superman: Doomsday (A Morte do Superman no Brasil), alguns elementos da origem de Superboy são usados no clone de Superman criado por Lex.
- Na 2ª temporada da série animada Legião de Super-Heróis, surge a versão futura do Superman, chamada Kell-El / Superman X, ele é um clone do Superman original que é mais poderos e até imune à kryptonita, porem tem uma uma personalidade mais rude e agressiva, diferentemente do Superboy ele tem um caráter mais sem moral e as vezes pouco humano, seu visual é semelhante ao do Superman original, só que com alterações notáveis como, olhos negros e falta da capa, foi criado 1000 anos depois da época onde acontece a serie, sua criação tem o intuito de deter Imperiex, depois dos acontecimentos envolvendo a Legião no futuro, ele vem para o seculo 31 e se une a aos mesmos.
- Em 2011 foi lançado o desenho Justiça Jovem (Young Justice), onde no primeiro episódio, Robin, Kid Flash e Aqualad invadem uma instalação do Cadmus e encontram um clone do Superman, que é logo chamado de Superboy. Após o libertarem, eles se juntam e foram uma equipe que sai em missões a comando do Batman e Tornado Vermelho. No desenho, Superboy tem certas dificuldades para se definir como herói, uma vez que o Superman (inesperadamente, diga-se de passagem) o encara como uma abominação ou anomalia genética; Ele também não quer ter um Alter Ego, apesar de não definir isso até o fim da primeira temporada, ele assume-se como Conner Kent. E depois, Superman e Superboy foram ficando mais proximos, e passaram a confiar um no outro, da mesma forma que os membros da Liga da Justiça e os heróis principais da Justiça Jovem, confiam um aos outros. Superboy e Miss Marte (Megan) tornam-se próximos. Em dois episódios - 11 e 16 - ele confessa (e demonstra) amar Megan. Na segunda temporada, ele não mudou nada, apenas a sua camiseta ficou com mangas mais compridas e ele usava luvas, ele e Megan já não estavam mais namorando. Começa a se dar bem com o novo Robin (Tim). No último capitulo ele e Megan decidem reatar e ele quase beija ela, mas eles são interrompidos por o Asa Noturna, para convocar eles para uma nova missão

### Smallville
Na 10ª e última temporada de Smallville, Conner aparece na série como sendo, inicialmente, um clone de Lex Luthor em fase de crescimento acelerado chamado Alexander. Tendo as mesmas memórias de Lex, Alexander estava determinado a destruir Clark Kent, mas quando seus caminhos se cruzam, a parte kryptoniana do seu DNA começa a surgir, curando o seu envelhecimento acelerado e fazendo com que Alexander se torne Conner Kent. Clark ensina-lhe a controlar seus poderes Kryptonianos e após aprender, parte para Washington, D.C. onde torna-se o Superboy.
A diferença que há na versão da série e a versão dos quadrinhos, é de que o DNA de Clark fora usado para estabilizar o DNA de Conner, enquanto que nos quadrinhos é o oposto.

### Titãs
Conner aparece em Titãs, interpretado principalmente por Joshua Orpin e pelo dublê Brooker Muir na cena pós-créditos do episódio "Dick Grayson". Esta versão também é conhecida como Sujeito 13. Depois de escapar do Laboratório Cadimos com um golden retriever geneticamente modificado chamado Krypto, ele adota o nome de "Conner" e experimenta as memórias de Lex Luthor e Superman. Depois de procurar respostas do pai do primeiro, Lionel Luthor, Conner é caçado pela assistente pessoal de Lex, Mercy Graves, antes de ser resgatado pela Dra. Eve Watson, que o aconselha a não usar publicamente seus poderes. Apesar disso, Conner faz isso para resgatar Jason Todd, de quem faz amizade, se junta aos Titãs e inicia um relacionamento sexual com Komand'r. Ao descobrir que Lex está morrendo e quer que Conner assuma o controle da LexCorp, Conner concorda em ficar com ele, apenas para ser preso pelo aparente assassinato de Lex.